# Flick of the Wrist
Flick of the Wrist ist ein Lied der britischen Rockband Queen. Das von Freddie Mercury geschriebene Stück erschien am 11. Oktober 1974 als Single und vier Wochen danach auf dem Album Sheer Heart Attack. Der Erfolg der Single (veröffentlicht als Doppel-A-Seite mit Killer Queen) brachte für Queen den kommerziellen Durchbruch. In Großbritannien erreichte die Single Platz zwei der Singlecharts und Silberstatus. Es war die erste Single der Band, die sich außerhalb Großbritanniens – sowohl in Europa als auch in den USA – in den Charts platzieren konnte.

## Musik
Flick of the Wrist wurde von Freddie Mercury geschrieben. Produzent war Roy Thomas Baker gemeinsam mit der Band. Das Stück changiert zwischen Glam Rock und Hard Rock mit progressiven Elementen. Das Klavier spielt einige Leitmotive, auch die Leadgitarre übernimmt tragende Parts mit einigen Bendings. Freddie Mercury singt einen oktavierten Hintergrundgesang. Auch weitere Queen-typische Elemente wie eine Art „Frage-Antwort-Gesang“ sind zu hören.

## Hintergrund
Freddie Mercury erklärte zum Text, der einen unangenehmen Zeitgenossen beschrieb:

“I wrote it as a sort of tongue-in-cheek story about the con-men and rip-off artists we’re always running into. Our manager would like to think it’s about him, but it’s not.”

„Ich habe es als eine Art augenzwinkernde Geschichte über die Betrüger und Abzocker geschrieben, mit denen wir ständig zu tun haben. Unser Manager würde gerne glauben, dass es um ihn geht, aber das stimmt nicht.“

Auf dem Album ist Flick of the Wrist der mittlere Song einer dreiteiligen ineinander übergehenden Folge von Songs, die getrennt aufgenommen und später zusammengemischt wurden: Tenement Funster, Flick of the Wrist und Lily of the Valley.

## Musikvideo
Bei YouTube gibt es ein offizielles Lyrikvideo, das bis November 2022 mehr als 2,1 Millionen Abrufe verzeichnete.

## BBC-Version
Am 16. Oktober 1974 nahm Queen eine BBC-Session in den Maida Vale 4 Studios in London, England auf, wobei auch Flick of the Wrist gespielt wurde. Zu Teilen der Originalaufnahme wurde veränderter Gesang von Freddie Mercury und ein komplett verändertes Gitarrensolo von Brian May eingespielt.